# Лонгмонт (Колорадо)
Лонгмонт (англ. Longmont) — місто (англ. city) в США, в округах Боулдер і Велд штату Колорадо. Населення — 98 885 осіб (2020).

## Географія
Лонгмонт розташований за координатами 40°10′11″ пн. ш. 105°6′7″ зх. д. / 40.16972° пн. ш. 105.10194° зх. д. (40.169853, -105.101841).  За даними Бюро перепису населення США в 2010 році місто мало площу 71,62 км², з яких 67,82 км² — суходіл та 3,80 км² — водойми. В 2017 році площа становила 75,22 км², з яких 71,30 км² — суходіл та 3,92 км² — водойми.

## Демографія
Згідно з переписом 2010 року, у місті мешкало 86 270 осіб у 33 252 домогосподарствах у складі 22 074 родин. Густота населення становила 1204 особи/км².  Було 35008 помешкань (489/км²).
Расовий склад населення:
| - 83,3 % — білих - 3,2 % — азіатів - 1,0 % — корінних американців - 0,9 % — чорних або афроамериканців - 0,1 % — вихідців з тихоокеанських островів - 8,6 % — осіб інших рас |

До двох чи більше рас належало 2,9 %. Частка іспаномовних становила 24,6 % від усіх жителів.
За віковим діапазоном населення розподілялося таким чином: 26,2 % — особи молодші 18 років, 62,6 % — особи у віці 18—64 років, 11,2 % — особи у віці 65 років та старші. Медіана віку мешканця становила 36,6 року. На 100 осіб жіночої статі у місті припадало 97,1 чоловіків;  на 100 жінок у віці від 18 років та старших — 94,5 чоловіків також старших 18 років.
Середній дохід на одне домашнє господарство  становив 77 989 доларів США (медіана — 62 208), а середній дохід на одну сім'ю — 89 276 доларів (медіана — 74 356). Медіана доходів становила 52 432 долари для чоловіків та 40 537 доларів для жінок. За межею бідності перебувало 14,1 % осіб, у тому числі 22,5 % дітей у віці до 18 років та 7,6 % осіб у віці 65 років та старших.
Цивільне працевлаштоване населення становило 45 111 осіб. Основні галузі зайнятості: освіта, охорона здоров'я та соціальна допомога — 19,6 %, науковці, спеціалісти, менеджери — 16,5 %, виробництво — 14,4 %.